# کاکونیو
کاکونیو (به ژاپنی: 覚如 Kakunyo); ۱۶ فوریهٔ ۱۲۷۱ – ۲۳ فوریهٔ ۱۳۵۱) از نوادگان شینران بنیان‌گذار شین بودیسم اهل ژاپن بود. سومین مراقب یا مونشو آرامگاه خانوادگی است که به تدریج به معبد هونگان در کیوتو، ژاپن تبدیل شد. او مسئول و اولین کسی بود که اطلاعاتی درباره زندگی شینران جمع‌آوری کرد و فرقه جدید جودو شینشو را رسمی کرد، در حالی که قدرت را در مقبره به دور از پیروان شینشو در منطقه کانتو اعلام کرد. کاکونیو نویسنده مشتاقی بود که عبادت‌هایش بخش مهمی از خدمات جودو شینشو را تشکیل می‌دهند، در حالی که زندگی‌نامه او درباره شینران، Godenshō (御伝鈔) هنوز منبع مهمی برای محققان است.